# 2012年ロンドンオリンピックのエリトリア選手団
2012年ロンドンオリンピックのエリトリア選手団（2012ねんロンドンオリンピックのエリトリアせんしゅだん）は、2012年7月27日から8月12日までイギリスのロンドンで開催されたロンドンオリンピックエリトリア選手団の名簿。

## 選手団
- 人員: 選手 12人
- 開会式旗手: ウェイナイ・ゲブレシラシエ

## 種目別選手・スタッフ名簿及び成績

### 陸上競技
- Teklit Teweldebrhan（男子1500m）3分42秒88 予選敗退
- Abrar Osman Adem（男子5000m）13分24秒40 予選敗退
- Teklemariam Medhin
  - （男子5000m）棄権 予選敗退
  - （男子10000m）27分34秒76
- アマヌエル・メセル（男子5000m）13分48秒13 予選敗退
- ゼルセナイ・タデッセ（男子10000m）27分33秒51
- Nguse Tesfaldet（男子10000m）27分56秒78
- ウェイナイ・ゲブレシラシエ（男子3000m障害）8分37秒57 予選敗退
- ヤレド・アスメロン（男子マラソン）2時間15分24秒
- ヨナス・キフレ（男子マラソン）2時間21分25秒
- Samuel Tsegay（男子マラソン）途中棄権
- Rehaset Mehari（女子マラソン）2時間35分49秒

### 自転車
- ダニエル・テクレハイマノ（男子個人ロードレース）5時間46分37秒